# Бетман (герб)
Бетман (пол. Betman, Bethman) – шляхетський герб, німецького походження.

## Опис герба
В червоному полі - правиця в срібних латах, що тримає срібну вервицю з хрестом.
В клейноді із корони виникає бородатий чоловік в срібних латах з непокритою головою, тримає в руках срібну вервицю з хрестом. Намет червоний, підбитий сріблом.

## Історія герба
Німецький рід, що використовував цей герб, в XV столітті осів у Польщі.

## Роди
Бетмани (Betman, Bethman), Сарґелевичі (Sargielewicz).

## Зовнішні посилання
- Герб Betman в сервісі Генеалогія dynastyczna